# Parafia Nawiedzenia Najświętszej Maryi Panny w Hancewiczach
Parafia Nawiedzenia Najświętszej Maryi Panny w Hancewiczach – rzymskokatolicka parafia znajdująca się w diecezji pińskiej, w dekanacie lachowickim, na Białorusi. Parafię prowadzi Towarzystwo Chrystusowe dla Polonii Zagranicznej. Jest to jedyna parafia rzymskokatolicka w rejonie hancewickim.

## Historia
W czasie II wojny światowej, w 1942, wikariusz parafii Hancewicze ks. Władysław Warchapowicz został aresztowany, a następnie zesłany przez Niemców do obozu koncentracyjnego Kołdyczewo, gdzie później został rozstrzelany. W czasach komunizmu parafia nie działała.
Po upadku Związku Sowieckiego nastąpiło odrodzenie parafii. W 1999 konsekrowano nowy kościół w Hancewiczach.

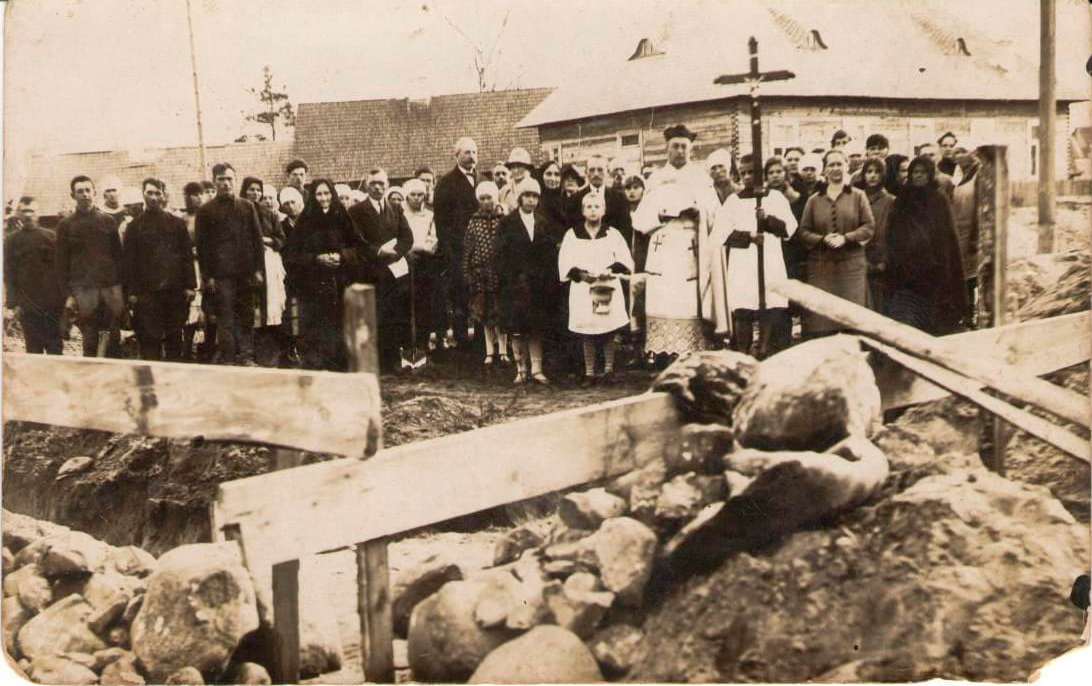
Uroczystości religijne w Hancewiczach w 1934